# Jan Polack

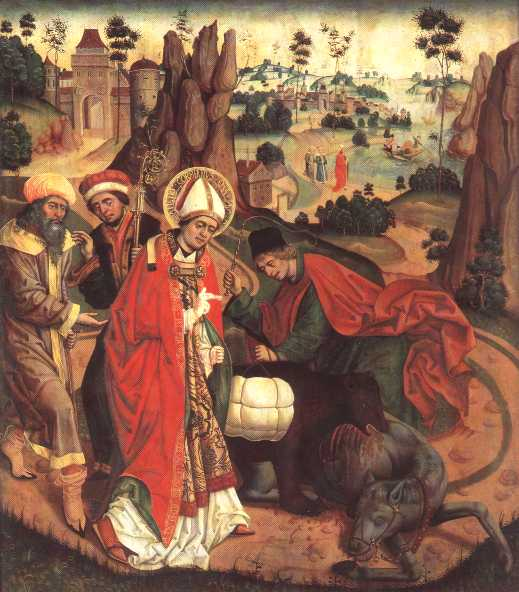
San Corbiniano y el milagro del oso, óleo sobre tabla, Freising, Dombergmuseum.

Retrato de un abad benedictino, óleo sobre tabla, 57,3 x 41 cm, Madrid, Museo Thyssen-Bornemisza.

Jan Polack o Jan Polonus (f. 1479 - 1519) fue un pintor tardogótico de origen posiblemente polaco activo en Baviera.

## Biografía y obra
De origen y formación desconocidos aunque a causa de su apellido se le ha supuesto origen polaco, toda su actividad conocida la desarrolló en Múnich donde en 1480 podría haber abierto su taller y desde 1482 se le documenta en el registro fiscal. Miembro activo del gremio de pintores, donde se le cita desde 1485 hasta 1519, año de su muerte, ocupó en él diversos cargos de gobierno.
Aunque su taller desarrolló una intensa actividad, son escasas las obras documentadas que se le pueden atribuir con seguridad, destacando el retablo para la iglesia benedictina de Weihenstephan, parcialmente conservado y disperso entre la Alte Pinakothek de Múnich, el museo diocesano de Freising y el Germanisches Nationalmuseum de Núremberg, el altar mayor de la capilla del castillo de Blutenburg (1491) y el de la antigua iglesia franciscana de Múnich (1492), conservado en el Bayerisches Nationalmuseum.
Por razones estilísticas se le atribuyen, entre otras obras, las pinturas al fresco con escenas de la Pasión del coro de la iglesia de San Wolfgang en Pipping (Múnich), datados en 1479, retratos, como el de un abad benedictino del Museo Thyssen-Bornemisza, fechado en 1484, y los retratos de Jörg v. Halsbach y Heinrich Straubing de la catedral de Nuestra Señora de Múnich, o los dibujos para una vidriera del castillo de Blutenburg.